# اوروش کواچویچ

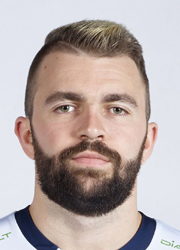
اوروش کواچویچ - ۲۰۱۷

اوروش کواچویچ (به انگلیسی: Uroš Kovačević) (زاده ۶ مه ۱۹۹۳ در کرالیفو) بازیکن والیبال اهل صربستان که عضو تیم ملی والیبال صربستان است. او برای اولین بار در سال ۲۰۱۱ به تیم ملی صربستان دعوت شد و در همان سال مدال طلا مسابقات جام ملت‌های اروپا را به دست آورد.
کواچویچ در سال ۲۰۱۱ جایزه بهترین ورزشکار جوان را از کمیته المپیک صربستان دریافت کرد.
او برادر نیکولا کواچویچ است.

## جوایز
- ارزشمندترین بازیکن قهرمانی جوانان جهان ۲۰۱۱
- ارزشمندترین بازیکن قهرمانی جوانان اروپا ۲۰۱۱
- ورزشکار جوان برگزیده سال ۲۰۱۱ از سوی کمیته المپیک صربستان
- ورزشکار جوان سال ۲۰۱۱ از سوی دی اس ال اسپورت
- بهترین دریافت‌کننده قدرتی قهرمانی زیر ۲۳ سال جهان ۲۰۱۳